# تكية أرموت
تكية أرموت هي قرية في مقاطعة طالقان، إيران. يقدر عدد سكانها بـ 113 نسمة بحسب إحصاء 2016.